# 8649 Juglans
8649 Juglans (1989 SS2) là một tiểu hành tinh vành đai chính được phát hiện ngày 16 tháng 9 năm 1989 bởi E. W. Elst ở Đài thiên văn Nam Âu.